# 发展性独裁
发展性独裁，亦可称为发展型专政（日语：開発独裁）是指由于国家的“政治稳定”某种程度上是经济发展所必需的，因此有必要大大限制人民的政治参与并为独裁统治辩护。執政當局通过这种政治管理所取得的经济发展成果分配给人民来保证政府合法性。

## 历史

### 由来
加州大学伯克利分校法西斯主义和马克思主义教授詹姆斯·格雷戈在1979年撰写的《意大利法西斯主义与发展型专政》（Italian Fascism and Developmental Dictatorship）论文中第一次使用了该术语。相反，诸如极权主义、官僚主义、威权主义之类的各种概念被用来分析亚洲和拉丁美洲的政治体系。
然而，1980年代中期以来在日本，由于韩国和台湾的民主化运动的兴起以及亚洲各个地区发展中遇到的社会问题、作为东亚域内老牌资本主义国家的日本与这些新兴经济体在贸易等领域上的竞争关系所催生出的日本民众对这些地区的消极情绪等，“发展专政”一词在大眾媒體上屡见不鲜。这导致该术语范围大大扩大，并被普遍用于对这些地区各个政权的批评，尽管当时日本的政治学者们并不赞成滥用这种“应当慎用”的表述。当时东南亚的很多反共政府被称为“发展型专政”，如马克斯领导的菲律宾、蘇哈托领导的印度尼西亚和李光耀领导的新加坡。创造该词的詹姆斯·格雷戈曾也是马科斯政府的顾问。
有一些一开始被认定为发展型独裁的政府在1980年代遭遇危机并在1990年代冷战结束和亚洲经济危机之后消失。很难说该理论是用相似的术语，并且对这一概念进行了完善。但是即使在今天，“发展专政”一词在描述1980年代后半叶的亚洲国家时被广泛使用时仍然是一个需要仔细考虑的术语。

### 权力垄断和压制民主
在诸如菲律宾马科斯政府，印度尼西亚苏哈托政府和泰国他那叻政府这样的“发展型专政”政府中，少数精英阶层，例如来自军队和官僚，垄断了制定发展政策的權力。由于这样会使利益私有化，国家权力中心对大多数人民都属于秘密，后来被批评为裙帶資本主義 。 
为了使这些发展中国家奉行针对经济发展和工业化的发展政策，有必要集中管理各种国家资源并将其系统地，优先地投入经济发展。这些国家政治中各不相同的团体产生了错综复杂的矛盾，代表他们的政党通过選舉和代議民主制进入了议会后，派系之间利益仍然复杂且很难调整。 
实际上，开发型独裁的腐败和贪污问题也很明显，不同政党或同一政党不同派别的政治家都在争夺有限的国家资源。前一时期经历过民主革命，但是随后议会政治失败以及政党政治腐败的国家，例如韩国、泰国、中国和印尼等国，便开始转向发展型独裁政府。 
在开发独裁社会内，結社自由和言论自由受到压制，各种各样的大规模监控被广泛建立，此外还有大量秘密警察和维护国家安全名义的机构。在许多实行发展专政的国家中，共产党有很强的影响力，而民主党则受到了严重的镇压。政府也只允许黄色工会存在，勞工運動被严密控制。 
发展型专政中国家作为权力的绝对垄断者，时常出现压制政治自由的情况，但是在发展型独裁政府统治下的社会，民主并没有被否定。在发展专政下，诸如政党、议会之类的民主的机构虽然得以保留，但是只是表面制度。对于发展型专政政府，保留这些机构只是为了保留公民对政府合法性的认可。发展型专政中的选举通常也是在某些集团的严格监督下进行的，并不会产生有影响力的反对党，议会机构议事也不会发生任何尖锐的冲突。

### 发展独裁和反共主义
发展型独裁很少用于東方集團和社会主义国家中，而被认定为是发展型独裁的一些发展中国家往往都有反共主義的共同点。例如泰国的他信政府和新加坡的人民行动党历代政府。
实际上，共产主义和马克思列宁主义在某些方面具有共同的专门知识和组织方法。例如，中华民国的蔣經國和大韩民国的朴正熙在过去都曾经短暂加入过共产党但是很快脫離，所以他们采用的治理方法中仍然可以见到如一党专政和計劃經濟的影子。也就是说，发展型专政和共产主义不一定是不相容的，这样做的主要目的是获得西方发达国家，特别是美国的援助，同时也拒绝了苏联的援助。
詹姆斯·格里戈创造的发展型独裁一词，也成为了邓小平为领导人的中国共产党和中华人民共和国改革开放以来的研究主题 。在毛泽东时代过去和改革开放后，中国共产党绝对领导下的中华人民共和国通过接受西方发达国家的援助和投资而取得了显着的经济增长，也是发展型独裁的典型例子。虽然一定程度上取消了计划经济，但也并非实行自由市场经济，同时也没有进行任何民主化改革，但中国成为了仅次于美国的世界第二大經濟体，这种被称为中国模式的国家资本主义也被越南共产党领导下的越南社会主义共和国所使用，即革新開放政策。
在苏联解体后的中亚和高加索地区，前共产党领导人仍然在实行发展型独裁而非进行民主化改革，以土库曼斯坦、哈萨克斯坦、乌兹别克斯坦、阿塞拜疆等为代表。

### 独裁的结束
当发展专政在经济建设中取得一些成功，例如宣布每年的经济增长作为其指标并将结果告知公众，便一定程度增加了政府的支持度和合法性。因此，发展型专政致力于维持这些特点。但由于行政机构相关家庭的非法积累，家族生意和贪污腐败使得发展型专政很快失去了合法性，并面临着国内民主化运动的重大挑战。例如1986年菲律宾的马科斯政府因为人民力量革命而下台。 
亚洲四小龙之二的中华民国和大韩民国由于经济高速增长期结束，以及对待中华人民共和国和朝鲜民主主义人民共和国的军事威胁和政治宣传，政府逐渐允许了民主化运动，例如美麗島事件和六二九宣言。1989年东欧革命结束了冷战，西方国家尤其是美国对捍卫亚洲的反共政权失去了一些兴趣，转而开始关注人权状况。西方国家的立场本来应该是亚洲反共政权实行发展型独裁的重要后盾，但现在已经改变。在印尼，由于亚洲货币危机之后人民生活水平持续下滑，1998年印尼总统蘇哈托在群众猛烈的谴责下辞职。

## 举例
以下列出了过去曾出现过或現今仍存在的发展型独裁国家，括号中的名称是政府当局的名称：

### 東亞／東南亞
- 大韓民國（第一共和國、第三共和國至第五共和國）
- 中華民國（蔣中正政府至李登輝政府初期）
- 新加坡（人民行動黨執政迄今）
- 印度尼西亞（蘇哈托政府）
- 菲律賓（費迪南德·馬科斯政府、羅德里戈·杜特蒂政府）
- 泰國（沙立·他那叻政府、塔克辛·欽那瓦政府）
- 马来西亚（马哈迪·莫哈末政府）
- 中华人民共和国（改革開放政策迄今）
- 越南（革新開放政策迄今）
- 不丹（2005年前的旺楚克家族）
- 緬甸（自1988年起實行軍事獨裁的國家和平與發展委員會、自2021年起的國家管理委員會）

### 中東
- 巴列维王朝（巴勒維王朝）
- 伊拉克（薩達姆·海珊政府）
- 沙烏地阿拉伯（沙烏地王室）
- 叙利亚（巴沙尔·阿萨德政权[10]，阿布·穆罕默德·朱拉尼政权[11]）
- 土耳其（凱末爾政府、阿德南·门德列斯政府、凯南·埃夫伦政府、图尔古特·厄扎尔政府、坦苏·奇莱尔政府[12]、2018年土耳其大选前的埃爾多安政府）
- 葉門（阿里·阿卜杜拉·薩利赫政府）

### 欧洲
- 西班牙国（佛朗哥政府）
- 葡萄牙（萨拉萨尔政府）
- 南斯拉夫社會主義聯邦共和國（铁托政府）
- 苏联（戈尔巴乔夫政府）
- 苏联解体后的後蘇聯國家[註 6]
  -  俄羅斯（普京政府）
  -  白俄羅斯（卢卡申科政府）
  -  （纳扎尔巴耶夫政府以來迄今）
  -  （卡里莫夫政府以來迄今）
  -  （尼亚佐夫政府以來迄今）
  -  （阿里耶夫政府以來迄今）
  -  （谢瓦尔德纳泽政府）

### 美洲
- 巴西（1964年至1985年、瓦加斯政府等一系列军政府）
- 玻利维亚（雨果·班塞尔·苏亚雷斯政府）
- 智利（皮诺切特政府）
- 阿根廷（1976年至1983年的军事政权）
- 委內瑞拉（雨果·查韦斯政府）

### 非洲
- 摩洛哥（哈桑二世政府）
- [註 7]（蒙博托政府）
- 大阿拉伯利比亚人民社会主义民众国（卡扎菲政府）
- 乌干达（伊迪·阿敏政府）
- （費利克斯·烏弗埃-博瓦尼政府）
- （杰里·罗林斯政府）
- 南非（祖马政府）
- 苏丹（奥马尔·巴希尔政府）
- 塞舌尔（弗朗斯-阿爾貝·勒內政府）
- 卢旺达（保罗·卡加梅政府）

## 拓展阅读
- 末廣昭《亚洲发展专政》，收录于中兼和津次编写的《当代亚洲讲座（二）现代化与结构变化》（东京大学出版社，1994年）
- 世界银行《东亚奇迹-经济增长与政府的作用》（东洋经济研究所，1994年）
- A World Bank Policy Research Report The East Asian Miracle : Economic Groth and Public Policy, 1993
- 东京大学社会科学研究所编着的《20世纪系统（4）发展主义》（20世紀システム（4）開発主義）（东京大学出版社，1998年）
- 浅見靖仁《发展，民族主义，民主：对发展专政的重新思考》收录于赤木攻、安井三吉編写的《东亚现代史讲义》第5卷，东亚政治活力”（青木书店，2002年）